# Maurizio Mannoni
Maurizio Mannoni (La Spezia, 13 aprile 1957) è un giornalista e conduttore televisivo italiano.

## Biografia
Nato a Migliarina, quartiere della Spezia, e figlio del giornalista Ugo Mannoni, ha lavorato per molti anni presso il TG3 della Rai fino al 2023. È stato lanciato da Sandro Curzi dopo un'esperienza presso Video Uno, allora emittente televisiva del Partito Comunista Italiano.
Ha curato diversi programmi di informazione e di approfondimento giornalistico di Rai 3 fra cui Ultimo minuto, Primo piano, Un giorno per sempre, TG3 e Gt Ragazzi (al lunedì come commentatore delle partite di serie A). 
Ha condotto fino alla primavera del 2023 TG3 Linea Notte, in onda dal lunedì al venerdì in terza serata.
È sposato con Laura Perego, giornalista parlamentare del TG LA7 ed è padre di tre figli: Marta, Margherita e Michele.

## Curiosità
Appare per qualche minuto nel film Habemus Papam (2011), interpretando se stesso alla conduzione di Linea Notte.